# 220
220是在219和221之間的自然數。

## 在數學中
- 合數，正因數有1、2、4、5、10、11、20、22、44、55、110和220。
質因數分解為{\displaystyle 2^{2}\times 5\times 11}。
- 第51個過剩數，真因數和為284，盈度為64。前一個為216、下一個為222。
  - 第52個半完全數，和為本身的其中一組因數為1、 2、 4、 5、 10、 11、 22、 55、 110。前一個為216、下一個為222。
- 第66個十进制的哈沙德數。前一個為216、下一個為222。
- 十进制的奢侈數。
- 四個質數之和：47+53+59+61=220
- 和284是第一對相親數，即220的真因數和為284，284的真因數和為220。
- 第十個四面體數、第四個十二面體數（英语：Dodecahedral number）
- {\displaystyle C_{3}^{12}}、{\displaystyle C_{9}^{12}}

## 在人類文化中
- 公元前220年或220年
- 聖經記載，雅各給了以掃羊和山羊各220頭。（創世紀32:14）

## 在其它領域中
- 許多地區的市電電壓都是220伏特。
- 膠卷（菲林）的格式，220菲林是指每卷可以拍約21張6x6cm底片的菲林，也稱2吋半菲林。
- 220在中華民國郵遞區號中係指新北市板橋區
- 空中巴士A220，由龐巴迪宇航所研製的飛機型號。
- SIG P220手槍，為SIG Arms（現改名為Swiss Arms）與J. P. SAUER & Sohne公司合作，研製生產的半自動手枪。